# Johannes Zukertort
Johannes Hermann Zukertort (eredeti neve Jan Herman Cukiertort) (Lublin, 1842. szeptember 7. – London, 1888. június 20.) lengyel származású porosz, 1878-tól brit állampolgár sakkozó, nyelvész, katona, újságíró. Az 1870-es és 1880-as években Wilhelm Steinitz után a világ második legerősebb sakkozójának tartották, sőt egyes vélemények szerint 1879 és 1886 közt Zukertort volt a legjobb. 1886-os összecsapásukat az első világbajnoki páros mérkőzésnek tartják.
2016-ban beválasztották a World Chess Hall of Fame tagjai sorába.

## Ifjúsága
Lublinban, a Kongresszusi Lengyelországban született. Apja zsidó származású protestáns misszionárius volt. A zsidók közti térítés azonban az oroszok megszállta Lengyelországban illegális volt. A Zukertort család így Poroszországba költözött. 1861-ben Johannes beiratkozott a Breslaui Egyetemre, hogy orvostudományt tanuljon. Később azt állította, hogy meg is szerezte a diplomát, de vitatott, hogy valóban így történt-e. Mindenesetre Breslauban találkozott Adolf Anderssennel és beleszeretett a sakkozásba.

Az új hobbi nem akadályozta meg abban, hogy más dolgokkal is behatóan foglalkozzék. A Zukertort beszélte nyelvek száma elérhette a 14-et is. A porosz hadseregben orvosként részt vett a második schleswig-holsteini, porosz–osztrák, és a porosz–francia háborúkban. Egyszer holtnak vélve hagyták a csatatéren, hősiességéért kilenc alkalommal tüntették ki.
Jó zongorista volt, és egy ideig zenekritikusként is kipróbálta magát. Egy politikai lapot szerkesztett és cikkeket írt Bismarck lapjában, az Allgemeine Zeitungban. Politikusként a börtönreformot szorgalmazta.

## Sakkozói pályája

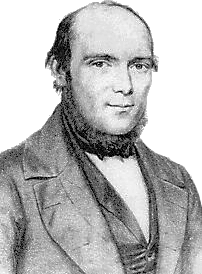
Adolf Anderssen ifjabb korában.

A Breslauban megismert Adolf Anderssennel többször is összecsaptak. 1866-ban Zukertort legyőzte Anderssent, 1868-ban kikapott tőle (3+ 1= 8–, azaz három győzelem, egy döntetlen, nyolc vereség), végül 1871-ben meggyőző győzelmet aratott ellene (5-2, döntetlen nélkül).
1867-ben Berlinbe, 1872-ben Londonba költözött. Ugyancsak 1872-ben Londonban megmérkőzött Wilhelm Steinitzcel, de jelentős arányban kikapott (1+ 4= 7–).
Ezután még egyszer összecsaptak és Zukertort ugyan ismét vereséget szenvedett, de más ellenfelek ellen az 1870-es évek végén és a következő évtized elején bebizonyította erejét. Ekkor még ritkák voltak a csúcsszintű versenyek és Zukertort páros mérkőzéseken szép eredményeket ért el, például Anderssen ellen 1871-ben, vagy a Joseph Henry Blackburne ellen 1881-ben vívott összecsapásán (6+ 5= 2-).
Ugyanakkor a versenyeken is ő volt kora egyik legsikeresebb játékosa: Londonban 1872-ben harmadik lett Steinitz és Blackburne mögött, 1977-ben Kölnben első és Lipcsében második. 1878-ban a párizsi Nemzetközi Sakk-kongresszuson Simon Winaverrel holtversenyben az élen végzett, majd a rájátszásban Winavert is megverte. Berlinben 1881-ben Blackburne mögött a második lett, Bécsben 1882-ben holtversenyben a negyedik, Londonban 1883-ban első, Steinitzet három ponttal megelőzve.

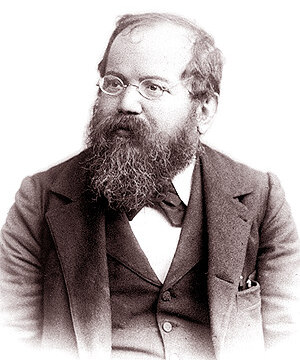
Wilhelm Steinitz idősebb korában.

Legnagyobb sikere az 1883-as londoni torna megnyerése volt, amely a kor legerősebb versenye volt. A 26 elérhető pontból megszerzett 22-t, míg Steinitz csak 19-et. E torna eredményeképp alakult ki az a vélemény, hogy Steinitz és Zukertort a világ legjobb játékosai és ez adott alapot kettőjük világbajnoki mérkőzéséhez.

### A világbajnoki mérkőzés
A mérkőzést akkor nem tekintették a világbajnoki címet megalapító összecsapásnak, mint ma, hiszen világbajnokként már korábban is emlegettek játékosokat (mint Howard Staunton, majd Paul Morphy) – csak el akarták dönteni, kit illet a már korábban is használt cím.
Az 1886-os, első sakkvilágbajnokság páros mérkőzésére január 11. és március 29. között került sor. Zukertort 4-1-es vezetés után megingott, az utolsó öt partiból négyet elvesztett és végül 12½-7½. arányú vereséget szenvedett.
A kettejük versengését övező legendára jellemző az az elterjedt történet, amely szerint egy vacsorán, ahol jelen voltak, mindketten felemelkedtek, amikor valaki „a világ legnagyobb sakkozójára” mondott tósztot. Edward G. Winter kutatása szerint a történet valószínűleg kiszínezett.

### Az utolsó évek
A vereség után Zukertort egészsége megingott és élete hátralévő két évében játékereje jelentősen meggyengült. 1886-ban Londonban hetedik lett egy versenyen, Nottinghamben pedig harmadik helyen végzett. A következő évben Frankfurtban csak 15., és páros mérkőzést veszített Blackburne ellen (1+ 8= 5–). 1888-ban, halála évében is szerepelt még versenyen Londonban, és hetedik lett.
Londonban halt meg agyvérzésben, miután lejátszott egy játszmát egy versenyen, amelyet az akkor általa vezetett divatos Simpson's-in-the-Strand étteremben tartottak.
Sírja a londoni Brompton Temetőben található.

## Stílusa
Zukertort sakkozói pályájára rányomta bélyegét gyenge egészsége és a gyenge fizikai kitartás. Sok elemző betegségének tulajdonítja, hogy az 1872-es páros mérkőzésen súlyosan kikapott Steinitztől. Az 1883-as londoni tornán első 23 mérkőzéséből 22-t megnyert és ezzel behozhatatlan előnyre tett szert, az utolsó három partit azonban elvesztette. A világbajnoki összecsapáson is jelentős előnyre tett szert, de ezután teljesítménye hirtelen leromlott.
Egy másik gyengeségének tartják, hogy a pozíciós játékhoz nem értett úgy, mint Steinitz, aki emiatt gyakran túlmanőverezte.
A támadó stílusú játékosok többségétől eltérően Zukertort szerette az olyan megnyitásokat, mint 1.c4 vagy 1.Hf3, amelyek zárt vagy félig zárt állásokat eredményeztek, de fenntartották a transzpozíció lehetőségét másfajta állásokba. Az 1880-as évek elején 1.Hf3 még „Zukertort-megnyitás” néven volt ismert (40 évvel azelőtt, hogy Réti-megnyitásként kezdték el emlegetni).

## Fordítás
- Ez a szócikk részben vagy egészben  a   Johannes Zukertort című angol Wikipédia-szócikk fordításán alapul.  Az eredeti cikk szerkesztőit annak laptörténete sorolja fel. Ez a jelzés csupán a megfogalmazás eredetét és a szerzői jogokat jelzi, nem szolgál a cikkben szereplő információk forrásmegjelöléseként.